# Mountainbike-Weltmeisterschaften 2024
Die Mountainbike-Weltmeisterschaften 2024 fanden vom 28. August bis 1. September 2024 in Andorra statt. Austragungsort der Wettbewerbe war der Bikepark im Skigebiet Pal Arinsal.

## Programm
Das Wettbewerbs-Programm war für Männer und Frauen gleich. Downhill wurde in den Kategorien Elite und Junioren ausgetragen. Im Cross-Country-Bereich wurde das olympische Cross-Country (XCO) in den Kategorien Elite, U23 und Junioren ausgetragen, die im E-MTB Cross-Country nur in der Elite. Im Vergleich zum Vorjahr wurden im Cross-Country Short Track (XCC) neben der Elite erstmals auch Weltmeister in der U23 ermittelt. Die Mannschaften im Mixed-Staffelrennen (XCR) waren aus den sechs Kategorien (m/w) im XCO zusammengesetzt.
Der Ablauf war wie folgt, wobei jeder Eintrag jeweils als eine Veranstaltung für Männer und eine für Frauen zu verstehen ist.
- 28. August: Downhill Junioren (Qualifikation), Mixed-Staffelrennen XCR, E-MTB Cross-Country
- 29. August: Downhill Elite (Qualifikation), Downhill Junioren (Finale),
- 30. August: Short Track XCC Elite, Short Track XCC U23, Cross-Country XCO Junioren
- 31. August: Downhill Elite (Finale)
- 1. September: Cross-Country XCO Elite, Cross-Country XCO U23

Aufgrund einer Unwetterwarnung für den 1. September wurden die Rennen des Tages auf den Vormittag vorgelegt und um jeweils eine Runde gekürzt. Die Rennen für die Frauen der Elite und der U23 wurden zusammengelegt, es erfolgte jedoch eine getrennte Wertung.

## Ergebnisse Cross-Country Short Track XCC

### Männer
Datum: 30. August 2024. Am Start waren 45 Fahrer, von denen 43 das Rennen beendeten.
Als bester deutscher Fahrer kam Luca Schwarzbauer auf dem neunten Platz ins Ziel, als bester Schweizer Fahrer Thomas Litscher auf dem 24. Platz. Fahrer aus Österreich waren nicht am Start.
| Platz | Land                   | Sportler            | Zeit       |
| ----- | ---------------------- | ------------------- | ---------- |
| 1     | Frankreich             | Victor Koretzky     | 21:49 min  |
| 2     | Vereinigtes Konigreich | Charlie Aldridge    | + 0:03 min |
| 3     | Sudafrika              | Alan Hatherly       | + 0:03 min |
| 4     | Vereinigte Staaten     | Christopher Blevins | + 0:03 min |
| 5     | Frankreich             | Jordan Sarrou       | + 0:14 min |
| 6     | Italien                | Luca Braidot        | + 0:14 min |

### Frauen
Datum: 30. August 2024. Am Start waren 42 Fahrerinnen, von denen 41 das Rennen beendeten.
Beste österreichische Fahrerin war Laura Stigger auf dem zehnten Platz, beste Schweizer Fahrerin Sina Frei auf dem 12. Platz und beste deutsche Fahrerin Lia Schrievers auf dem 23. Platz. Die Führende im Weltcup Alessandra Keller gab das Rennen auf, nachdem sie durch einen Sturz ihre Chancen auf eine Medaille verloren hatte.
| Platz | Land                   | Sportler               | Zeit       |
| ----- | ---------------------- | ---------------------- | ---------- |
| 1     | Vereinigtes Konigreich | Evie Richards          | 19:46 min  |
| 2     | Frankreich             | Pauline Ferrand-Prévot | + 0:01 min |
| 3     | Schweden               | Jenny Rissveds         | + 0:18 min |
| 4     | Niederlande            | Puck Pieterse          | + 0:22 min |
| 5     | Vereinigte Staaten     | Gwendalyn Gibson       | + 0:25 min |
| 6     | Niederlande            | Anne Terpstra          | + 0:26 min |

### Männer U23
Datum: 30. August 2024. Am Start waren 78 Fahrer, von denen 76 das Rennen beendeten.
Als bester österreichischer Fahrer kam Lukas Hatz auf dem 24. Platz ins Ziel, deutsche Fahrer waren nicht am Start.
| Platz | Land               | Sportler         | Zeit       |
| ----- | ------------------ | ---------------- | ---------- |
| 1     | Vereinigte Staaten | Riley Amos       | 22:02 min  |
| 2     | Vereinigte Staaten | Bjorn Riley      | + 0:00 min |
| 3     | Danemark           | Tobias Lillelund | + 0:04 min |
| 4     | Schweiz            | Dario Lillo      | + 0:07 min |
| 5     | Kanada             | Cole Punchard    | + 0:12 min |
| 6     | Vereinigte Staaten | Brayden Johnson  | + 0:22 min |

### Frauen U23
Datum: 30. August 2024. Am Start waren 29 Fahrerinnen, von denen 26 das Rennen beendeten.
Beste Schweizer Fahrerin war Lea Huber auf dem siebten Platz, beste Fahrerinnen aus Österreich Katharina Sadnik auf dem neunten Platz.
| Platz | Land                   | Sportler            | Zeit       |
| ----- | ---------------------- | ------------------- | ---------- |
| 1     | Kanada                 | Isabella Holmgren   | 20:31 min  |
| 2     | Vereinigtes Konigreich | Ella Maclean-Howell | + 0:22 min |
| 3     | Kanada                 | Ava Holmgren        | + 0:26 min |
| 4     | Kanada                 | Emilly Johnston     | + 0:31 min |
| 5     | Deutschland            | Kira Böhm           | + 0:36 min |
| 6     | Vereinigte Staaten     | Madigan Munro       | + 0:36 min |

## Ergebnisse Cross-Country (olympisch) XCO

### Männer Elite
Datum: 1. September 2024. Am Start waren 75 Fahrer, von denen 71 das Rennen beendeten.
Das Podium besetzten dieselben drei Fahrer, die zuvor bei den Olympischen Sommerspielen die Medaillen gewannen, jedoch in umgekehrter Reihenfolge. Bester deutscher Fahrer war Luca Schwarzbauer auf dem siebten Platz, bester Schweizer Fahrer Mathias Flückiger auf dem achten Platz und bester österreichischer Fahrer Maximilian Foidl auf dem 49. Platz. Der zehnfache Weltmeister in der Disziplin Nino Schurter kam auf den 13. Platz.
| Platz | Land                   | Sportler         | Zeit       |
| ----- | ---------------------- | ---------------- | ---------- |
| 1     | Sudafrika              | Alan Hatherly    | 1:09:51 h  |
| 2     | Frankreich             | Victor Koretzky  | + 0:22 min |
| 3     | Vereinigtes Konigreich | Thomas Pidcock   | + 0:39 min |
| 4     | Vereinigtes Konigreich | Charlie Aldridge | + 0:54 min |
| 5     | Frankreich             | Mathis Azzaro    | + 1:21 min |
| 6     | Italien                | Luca Braidot     | + 1:49 min |

### Frauen Elite
Datum: 1. September 2024. Am Start waren 60 Fahrerinnen, von denen 59 das Rennen beendeten.
Beste österreichische Fahrerin war Laura Stigger auf dem siebten Platz, beste deutsche Fahrerin Nina Graf auf dem 15. Platz und beste Schweizer Fahrerin Sina Frei auf dem 16. Platz. Die Olympiasiegerin Pauline Ferrand-Prévot und die Führende im Weltcup Alessandra Keller platzierten sich nicht in den Top 10.
| Platz | Land                   | Sportler      | Zeit       |
| ----- | ---------------------- | ------------- | ---------- |
| 1     | Niederlande            | Puck Pieterse | 1:09:41 h  |
| 2     | Niederlande            | Anne Terpstra | + 0:59 min |
| 3     | Italien                | Martina Berta | + 1:19 min |
| 4     | Sudafrika              | Candice Lill  | + 1:23 min |
| 5     | Frankreich             | Loana Lecomte | + 1:43 min |
| 6     | Vereinigtes Konigreich | Evie Richards | + 1:51 min |

### Männer U23
Datum: 1. September 2024. Am Start waren 56 Fahrer aus 30 Nationen, von denen 39 das Rennen beendeten.
Als bester deutscher Fahrer kam Lennart-Jan Krayer auf dem 7. Platz ins Ziel, als bester österreichischer Fahrer Julius Scherrer auf dem 44. Platz.
| Platz | Land               | Sportler         | Zeit       |
| ----- | ------------------ | ---------------- | ---------- |
| 1     | Frankreich         | Luca Martin      | 59:48 min  |
| 2     | Schweiz            | Dario Lillo      | + 0:21 min |
| 3     | Danemark           | Tobias Lillelund | + 0:52 min |
| 4     | Schweiz            | Luke Wiedmann    | + 1:00 min |
| 5     | Vereinigte Staaten | Bjorn Riley      | + 1:49 min |
| 6     | Kanada             | Cole Punchard    | + 1:51 min |

### Frauen U23
Datum: 1. September 2024. Am Start waren 47 Fahrerinnen, von denen 45 das Rennen beendeten.
Aufgrund einer Unwettervorhersage für den Nachmittag wurde das Rennen vorgezogen und gemeinsam mit den Frauenrennen der Elite ausgetragen, jedoch mit gesonderter Wertung. Nachdem Isabella Holmgren noch im Vorjahr Weltmeisterin bei den Juniorinnen geworden war, errang sie den Titel bereits in ihrer ersten U23-Saison. Mit ihrem Lauf hätte sie in der Elite den fünften Platz belegt.
| Platz | Land                   | Sportler            | Zeit       |
| ----- | ---------------------- | ------------------- | ---------- |
| 1     | Kanada                 | Isabella Holmgren   | 1:11:12 h  |
| 2     | Frankreich             | Olivia Onesti       | + 1:17 min |
| 3     | Italien                | Valentina Corvi     | + 2:31 min |
| 4     | Kanada                 | Emilly Johnston     | + 3:01 min |
| 5     | Vereinigtes Konigreich | Ella Maclean-Howell | + 3:20 min |
| 6     | Deutschland            | Sina van Thiel      | + 4:12 min |

### Junioren
Datum: 30. August 2024. Am Start waren 84 Fahrer, von denen 79 das Rennen beendeten.
Albert Philipsen verteidigte erfolgreich seinen Titel aus dem Vorjahr. Asl bester Schweizer Fahrer kam Noel Toth auf dem 10. Platz ins Ziel, als bester österreichischer Fahrer Anatol Friedl auf dem 24. Platz und als bester deutscher Fahrer kam Emil Schmidt auf dem 34. Platz.
| Platz | Land               | Sportler         | Zeit       |
| ----- | ------------------ | ---------------- | ---------- |
| 1     | Danemark           | Albert Philipsen | 1:01:59 h  |
| 2     | Spanien            | Hugo Franco      | + 1:55 min |
| 3     | Danemark           | Nicolaj Hougs    | + 1:56 min |
| 4     | Vereinigte Staaten | Nicholas Konecny | + 1:59 min |
| 5     | Schweden           | Anton Unger      | + 2:07 min |
| 6     | Spanien            | Alejandro Garcia | + 2:22 min |

### Juniorinnen
Datum: 30. August 2024. Am Start waren 58 Fahrerinnen, von denen 57 das Rennen beendeten.
Beste österreichische Fahrerin war Antonia Grangl auf dem siebten Platz, beste Schweizer Fahrerin Lara Liehner auf dem neunten Platz und beste deutsche Fahrerin Lina Huber auf dem 24. Platz.
| Platz | Land               | Sportler                | Zeit       |
| ----- | ------------------ | ----------------------- | ---------- |
| 1     | Slowakei           | Viktória Chladoňová     | 1:01:24 h  |
| 2     | Kanada             | Rafaelle Carrier        | + 0:36 min |
| 3     | Slowenien          | Maruša Tereza Šerkezi   | + 1:31 min |
| 4     | Vereinigte Staaten | Vida Lopez de San Roman | + 2:05 min |
| 5     | Norwegen           | Kamilla Aasebø          | + 2:21 min |
| 6     | Chile              | Florencia Monsalvez     | + 2:26 min |

## Ergebnisse Cross-Country Staffel (Mixed) XCR
Datum: 28. August 2024. Es traten Staffeln aus 15 Nationen an, von denen alle das Rennen beendeten.
| Platz | Land               | Sportler                                                                                                | Zeit       |
| ----- | ------------------ | --- | ---------- |
| 1     | Vereinigte Staaten | Brayden Johnson Nicholas Konecny Haley Batten Vida Lopez de San Roman Madigan Munro Christopher Blevins | 1:19:38 h  |
| 2     | Frankreich         | Luca Martin Nicolas Kalanquin Loana Lecomte Olivia Onesti Anais Moulin Mathis Azzaro                    | + 0:03 min |
| 3     | Italien            | Luca Braidot Matteo Siffredi Martina Berta Giada Martinoli Valentina Corvi Mattia Stenico               | + 1:31 min |
| 4     | Kanada             | | + 1:39 min |
| 5     | Schweiz            | | + 2:18 min |
| 6     | Deutschland        | | + 4:32 min |
| 7     | Dänemark           | | + 4:45 min |
| 8     | Österreich         | | + 5:44 min |

## Ergebnisse Downhill DHI

### Männer
Datum: 29. (Qualifikation) und 31. August 2024 (Finale). in der Qualifikation gingen 95 Fahrer an den Start.
Der fünffache Weltmeister und Führende im Weltcup Loïc Bruni hatte die Qualifikation gewonnen und stürzte im Finale nach deutlicher Zwischenbestzeit. 
| Platz | Land                   | Sportler         | Zeit         |
| ----- | ---------------------- | ---------------- | ------------ |
| 1     | Frankreich             | Loris Vergier    | 2:38,661 min |
| 2     | Frankreich             | Benoît Coulanges | + 0,148 s    |
| 3     | Kanada                 | Finn Iles        | + 0,169 s    |
| 4     | Vereinigtes Konigreich | Danny Hart       | + 0,283 s    |
| 5     | Frankreich             | Amaury Pierron   | + 0,457 s    |
| 6     | Irland                 | Ronan Dunne      | + 1,009 s    |

### Frauen
Datum: 29. (Qualifikation) und 31. August 2024 (Finale). in der Qualifikation gingen 41 Fahrerinnen an den Start.
Valentina Höll sicherte sich mit ihrem Sieg zum dritten Mal in Folge den Titel.
| Platz | Land                   | Sportlerin       | Zeit         |
| ----- | ---------------------- | ---------------- | ------------ |
| 1     | Osterreich             | Valentina Höll   | 3:00,212 min |
| 2     | Frankreich             | Myriam Nicole    | + 0,520 s    |
| 3     | Vereinigtes Konigreich | Tahnée Seagrave  | + 1,212 s    |
| 4     | Kanada                 | Gracey Hemstreet | + 1,601 s    |
| 5     | Schweiz                | Lisa Baumann     | + 2,262 s    |
| 6     | Vereinigte Staaten     | Anna Newkirk     | + 3,718 s    |

### Junioren
Datum: 28. (Qualifikation) und 29. August 2024 (Finale). in der Qualifikation gingen 66 Fahrer an den Start.
| Platz | Land               | Sportler         | Zeit         |
| ----- | ------------------ | ---------------- | ------------ |
| 1     | Vereinigte Staaten | Asa Vermette     | 2:39,185 min |
| 2     | Frankreich         | Max Alran        | + 1,516 s    |
| 3     | Vereinigte Staaten | Bode Burke       | + 2,514 s    |
| 4     | Neuseeland         | Tyler Waite      | + 3,199 s    |
| 5     | Frankreich         | Mylann Falquet   | + 3,815 s    |
| 6     | Italien            | Christian Hauser | + 5,604 s    |

### Juniorinnen
Datum: 28. (Qualifikation) und 29. August 2024 (Finale). in der Qualifikation gingen 21 Fahrerinnen an den Start.
| Platz | Land               | Sportlerin        | Zeit         |
| ----- | ------------------ | ----------------- | ------------ |
| 1     | Neuseeland         | Erice van Leuven  | 2:59,891 min |
| 2     | Schweden           | Ella Svegby       | + 6,357 s    |
| 3     | Neuseeland         | Sacha Earnest     | + 12,180 s   |
| 4     | Neuseeland         | Eliana Hulsebosch | + 15,353 s   |
| 5     | Australien         | Sacha Mills       | + 17,453 s   |
| 6     | Vereinigte Staaten | Kale Cushman      | + 18,686 s   |

## Ergebnisse E-MTB Cross-Country

### Männer
Datum: 28. August 2024. Am Start waren 21 Fahrer, von denen 20 das Rennen beendeten.
| Platz | Land        | Sportler        | Zeit       |
| ----- | ----------- | --------------- | ---------- |
| 1     | Frankreich  | Jérôme Gilloux  | 1:01:32 h  |
| 2     | Chile       | Martín Vidaurre | + 0:29 min |
| 3     | Frankreich  | Hugo Pigeon     | + 0:45 min |
| 4     | Schweiz     | Joris Ryf       | + 1:16 min |
| 5     | Italien     | Mirko Tabacchi  | + 2:08 min |
| 6     | Deutschland | Leon Kaiser     | + 3:44 min |

### Frauen
Datum: 28. August 2024. Am Start waren 9 Fahrerinnen, von denen 8 das Rennen beendeten.
| Platz | Land        | Sportler            | Zeit       |
| ----- | ----------- | ------------------- | ---------- |
| 1     | Deutschland | Sofia Wiedenroth    | 1:00:09 h  |
| 2     | Schweiz     | Nathalie Schneitter | + 1:03 min |
| 3     | Frankreich  | Frorencia Espineira | + 2:06 min |
| 4     | Italien     | Alia Marcellini     | + 3:09 min |
| 5     | Schweiz     | Kathrin Stirnemann  | + 3:47 min |
| 6     | Tschechien  | Terezia Ciriakova   | - 4 Runden |

## Medaillenspiegel
| Platz  | Land               | Gold | Silber | Bronze | Gesamt |
| ------ | ------------------ | ---- | ------ | ------ | ------ |
| 1      | Frankreich         | 4    | 7      | 2      | 13     |
| 2      | Vereinigte Staaten | 3    | 1      | 1      | 5      |
| 3      | Kanada             | 2    | 1      | 2      | 5      |
| 4      | Großbritannien     | 1    | 2      | 2      | 5      |
| 5      | Niederlande        | 1    | 1      | 0      | 2      |
| 6      | Dänemark           | 1    | 0      | 3      | 4      |
| 7      | Neuseeland         | 1    | 0      | 1      | 2      |
| 7      | Südafrika          | 1    | 0      | 1      | 2      |
| 9      | Deutschland        | 1    | 0      | 0      | 1      |
| 9      | Österreich         | 1    | 0      | 0      | 1      |
| 9      | Slowakei           | 1    | 0      | 0      | 1      |
| 12     | Schweiz            | 0    | 2      | 0      | 2      |
| 13     | Schweden           | 0    | 1      | 1      | 2      |
| 14     | Chile              | 0    | 1      | 0      | 1      |
| 14     | Spanien            | 0    | 1      | 0      | 1      |
| 16     | Italien            | 0    | 0      | 3      | 3      |
| 17     | Slowenien          | 0    | 0      | 1      | 1      |
| Gesamt | Gesamt             | 17   | 17     | 17     | 51     |